# И

И в логотипе Википедии

И, и (название: и, и́же) — буква почти всех славянских кириллических алфавитов: 9-я в болгарском, 10-я в русском и сербском, 11-я в украинском и македонском; в белорусском отсутствует (вместо неё используется буква І); используется также в алфавитах некоторых неславянских языков, например в киргизском и монгольском. В старо- и церковнославянской азбуках называется «и́же» (переводится как «который» или «которые») и является 10-й по счёту; в кириллице выглядит как  и имеет числовое значение 8, потому также называется «и́же осьмери́чное» или «восьмеричное И» (такое уточнение полезно для отличия от буквы І, именовавшейся «десятеричным И»). В глаголице, как и в кириллице, для звука [и] имелись три буквы: , , . Обычно считают первую из них (имеющую числовое значение 20) соответствующей кириллическому И, а вторую (с числовым значением 10) — кириллическому І, но есть и противоположное мнение. Буква  соответствует кирилличной ижице Ѵ.

## История
Кириллическая И происходит от прописной греческой буквы Η («эта», в византийском произношении «ита»), которая во времена создания славянской письменности читалась как [и]. Сама же ита происходит от финикийской буквы хет, из финикийского же алфавита она и развилась в греческую Η η и латинскую H h.
Первоначальное, финикийское звучание предка кириллической И было согласным (примерно как h в англ. hotel). Древнейшая форма буквы И копировала греческую, то есть буква выглядела как Н (а нынешнее кириллическое Н, в свою очередь, выглядело как прописное греческое или латинское N); впоследствии в обеих буквах перекладина несколько повернулась против часовой стрелки и начертание стало близким к современному.
В древности буква И обозначала не только обычный гласный [и], но также неслоговой краткий гласный звук и близкий к нему согласный [й]; для их различения с XVI века на Руси применяется особый диакритический знак, так называемая «краткая». В церковнославянском языке последовательное и обязательно разграничение употребления начертаний И и Й узаконено с середины XVII века; перевод русского письма на гражданский шрифт в 1708—1711 гг. упразднил было надстрочные знаки и вновь объединил И и Й; восстановлено же Й было в 1735 году (хотя отдельной буквой азбуки до XX века не считалось).
В болгарской и македонской письменности используется также начертание ѝ — оно служит для различения омонимов, например: и — союз «и»; ѝ — местоимение «ей», и т. п. В некоторых компьютерных шрифтах и кодировках ѝ существует как отдельный знак, хотя самостоятельной буквой в настоящее время не является.

## Произношение
Произношение буквы И в разных языках различно:
В украинском звуки [и] и [ы] слились в произношении в ненапряжённый неогублённый гласный переднего ряда верхнего подъёма МФА: [ɪ]о файле. Однако в результате изменения других гласных — о и е (перед бывшим слогом с выпавшим редуцированным), ѣ образовался новый, близкий к произношению [и] звук, для которого стали применять букву і. Примеры: кинѹти — ки́нути (с переднеязычным [ɪ] на месте русского [і]); сокъ — сік (но со́ку, так как слог открыт); женъка — жі́нка; бѣлыи — бі́лий.
В южнославянских языках звуки [и] и [ы] также совпали, но результат произносится ближе к [и] и обозначается буквой И.
В русском литературном языке буква И, кроме основного произношения [и], может обозначать [ы]:
- в начале слов, если они произносятся без паузы, а предыдущее кончается твёрдой согласной: без имени (бе[з ы]мени), Иван Ильич (Ива[н Ы]льич);
- после ж, ш, ц: мужик (му[жы]к), машина (ма[шы]на), цифра ([цы]фра).

Безударное и обычно в произношении совпадает с е или я: лиса́ произносится так же, как леса́.

## Употребление
Союз и состоит из этой единственной буквы.

## Таблица кодов
| Кодировка    | Регистр   | Десятич- ный код | 16-рич- ный код | Восьмерич- ный код | Двоичный код      |
| ------------ | --------- | ---------------- | --------------- | ------------------ | ----------------- |
| Юникод       | Прописная | 1048             | 0418            | 002030             | 00000100 00011000 |
| Юникод       | Строчная  | 1080             | 0438            | 002070             | 00000100 00111000 |
| ISO 8859-5   | Прописная | 184              | B8              | 270                | 10111000          |
| ISO 8859-5   | Строчная  | 216              | D8              | 330                | 11011000          |
| КОИ-8        | Прописная | 233              | E9              | 351                | 11101001          |
| КОИ-8        | Строчная  | 201              | C9              | 311                | 11001001          |
| Windows-1251 | Прописная | 200              | C8              | 310                | 11001000          |
| Windows-1251 | Строчная  | 232              | E8              | 350                | 11101000          |

В HTML прописную букву И можно записать как &#1048; или &#x418;, а строчную и — как &#1080; или &#x438;.